# Honorio Cornejo Carvajal
Honorio Cornejo Carvajal (Zalamea la Real, provincia de Huelva, 25 de noviembre de 1861 - Madrid, 1937) fue un militar y político español. Ministro de Marina entre 1925 y 1928, sustituyó en el puesto a Ignacio Pintado Gough.

## Biografía
Hijo de una familia burguesa, el 9 de julio de 1878 ingresó en la Escuela Naval Militar, entonces denominada Escuela Naval Flotante, para enrolarse en la antigua fragata Asturias, fondeada en el Ferrol. Al completar sus estudios elementales ascendió a guardiamarina de 2.ª clase el 27 de julio de 1880 y a guardiamarina de ºª clase el 27 de julio de 1883.
En julio de 1884 fue ascendido a alférez de navío y en 1885 fue destinado a Filipinas para luchar contra los rebeldes del archipiélago de Joló y es trasladado al vapor transporte Manila, pero enfermó y volvió a España.
Una vez restablecido fue destinado al acorazado Pelayo y posteriormente fue enviado a la Escuela de Torpedos. A finales de 1889 fue destinado nuevamente en Manila y fue ascendido a teniente de Navío. Le encargaron el mando del cañonero Samar ─su primer mando en la mar─ auxiliando las operaciones de guerra efectuadas en la isla de Mindanao por lo que se le concedió la medalla del Mérito Militar de 1.ª clase con distintivo rojo y en 1893 volvió a España por encontrarse cumplido y enfermo. Entonces fue nombrado agregado a la Comisión de Marina de la provincia de Huelva. Aun así, a mediados de 1894 fue nombrado Ayudante del Almirante Jefe de la Escuadra de Instrucción a bordo del crucero protegido Alfonso XIII. Se da la circunstancia de que se casa con María Heras y Mac Carthy que era hija del almirante comandante general de la escuadra de instrucción del Alfonso XIII, el CA José María Heras y Donesteve.
De aquí pasaría con el mismo cargo al acorazado Pelayo y más tarde al acorazado Vizcaya. El 1897 le entregaron el mando del crucero Aragón. Se le concede la segunda medalla del Mŕito Militar de 1.ª clase con distintivo rojo.
De 1898 a 1905 fue profesor de Física ─que alternó con la Astronomía─ en la Escuela Naval Militar de San Fernando, Cádiz. En ese periodo de tiempo se le concede la Medalla del Mérito Naval de 1.ª clase con distintivo blanco y asciende a teniente de navío de primera además de concedérsele la segunda Medalla del Mérito Naval de 1.ª clase con distintivo blanco, esta vez pensionada.
Fue nombrado segundo comandante del crucero protegido Extremadura donde se le concede la Medalla del Mérito Naval de 2.ª clase con distintivo blanco y después fue destinado a la corbeta Nautilus ─buque escuela de guardia marinas─ hasta 1907, cuando fue destinado al Arsenal de Ferrol.
Publica sus conocidas Tablas náuticas junto a los tt.nn. Graiño, Herrero y Ribera concediendosele otra Medalla del Mérito Naval de 2.ª clase con distintivo blanco y nombrandosele Comendador de 2.ª clase de la Orden de San Estanislao de Rusia.
En 1912 fue ascendido a capitán de fragata y es destinado a hacer de guardacostes con el cañonero Niña Isabel durante la guerra del Rif. El 1916 es ascendido a capitán de navío y es nombrado Jefe de la Primera Sección del Estado mayor Central de la Armada y Secretario del Estado mayor Central, hasta que el 1918 es nombrado comandante del acorazado Alfonso XIII. Recibe su cuarta Medalla del Mérito Naval de 2.ª1.ª clase con distintivo blanco. Tomó parte muy activa en la campaña de Melilla recibiendo nuevas condecoraciones, Medalla del Mérito Naval de 3.ª clase con distintivo rojo, y la del Mérito Naval de 3.ª clase con distintivo rojo y pasador con lema Profesorado y pensionada.
Como comandante del acorazado Alfonso XIII y con motivo de las huelgas de Barcelona de 1919 se le trasladó a la Ciudad Condal al frente de una división formada por el Alfonso XIII, el cañonero Álvaro de Bazán, los torpederos 1 y 18 y la flotilla de submarinos recién creada formada por los A-1, A-2, A-3 e Isaac Peral para mantener el orden.
En 1920 es nombrado Contraalmirante y posteriormente Primer Teniente Fiscal del Consejo Supremo de Guerra y Marina. Se le concede la Gran Cruz de la Orden del Mérito Naval con distintivo blanco y es nombrado director general de Navegación y Pesca Marítima. En septiembre de 1923 fue nombrado segundo Jefe del Estado mayor Central y, en mayo de 1924, Subsecretario de Marina. A finales de año es ascendido a vicealmirante.
Estando en la reserva, el dictador Miguel Primo de Rivera lo nombra, en diciembre de 1925, Ministro de Marina.
Siendo Ministro de Marina suprime la escala de tierra del Cuerpo General de la Armada, crea la Escuela de Guerra Naval adscrita al EMC de la Armada, se reorganiza la Flota que quedó integrada por : la escuadra, la división de cruceros y la flotilla de contratorpederos y otros cambios con una política de reducción de gastos militares; impulsa las construcciones navales dotándolas con material moderno y adecuado a las necesidades de la defensa nacional conforme a las disponibilidades de recursos económicos; la construcción del crucero Cervantes y tres contratorpederos en Cartagena (José Luis Díez, Ferrándiz y Lepanto) y dota a la Armada de un presupuesto extraordinario para desarrollar un plan de construcciones y obras que finalizarán el 31 de diciembre de 1936. Entre las construcciones autorizadas se llevan a efecto dos nuevos cruceros, los futuros, Canarias y Baleares, que entrarán en servicio en 1936; tres destructores, Churruca, Alcalá Galiano y Almirante Valdés, cuya construcción no se inicia hasta 1928 y el buque escuela Juan Sebastián de Elcano. La construcción del tercer crucero previsto en el programa, así como la construcción de submarinos tipo C, petroleros, buques de vigilancia, minadores y rastreadores quedará modificada por un nuevo programa (16 de marzo de 1928), que incluye la construcción de un submarino prototipo, el E-1, con la ayuda de técnicos alemanes.
En 1927, tras propuesta de Torcuato Luca de Tena le encarga al CC Julio Guillén la reconstitución de la carabela Santa María que figuró en la Exposición Ibero-Americana de Sevilla de 1929.
En noviembre de 1928 solicita su dimisión al rey Alfonso XIII. Al cesar pasa a la 2.ª reserva con residencia en Madrid siendo juzgado en 1931 por una comisión de las Cortes de la República, en virtud de una ley que confería atribuciones a la comisión para instruir diligencias y exigir responsabilidades políticas respecto a Marruecos, golpe de Estado de 1923, política social en Cataluña, proceso de Jaca y otras, siendo sancionado con la separación del servicio dejando de cobrar su sueldo hasta llegar a una situación tal que sus abogados defensores efectuaron una colecta entre amistades y compañeros para contribuir en una cuota fija mensual a la precaria situación económica en la que se encontraba.
Establecido en Madrid, durante la Segunda República no ocupó ningún cargo de relevancia y se mantuvo al margen de la política. Al poco de iniciarse la guerra civil española es apresado y encarcelado en una de las cárceles de Madrid, muriendo de una dolencia en 1937.

## Obras
- “Ligeras ideas sobre táctica naval”, en Revista General de Marina (RGM), t. 26 (enero-junio de 1890), págs. 415-422
- “Los acorazados”, en RGM, t. 27 (junio-diciembre de 1890), págs. 902-912
- “Los cruceros”, en RGM, t. 29 (julio-diciembre de 1891), págs. 21-32
- “Los torpederos”, en RGM, t. 29 (julio-diciembre de 1891) págs. 582-602
- “Táctica de torpederos”, en RGM, t. 31 (julio-diciembre de 1892), págs. 3-58
- “Un nuevo tratado de navegación”, en RGM, t. 51 (julio-diciembre de 1902), págs. 274-294
- “Táctica naval”, en RGM, t. 52 (enero-junio de 1903), págs. 185-186
- “Táctica naval (conclusión)”, en RGM, t. 52 (enero-junio de 1903), págs.757-791

con L. Rivera y L. Herrero, Tablas de logaritmos, Ferrol, 1905
- Tablas náuticas declaradas oficiales en nuestra Armada en sustitución de las de Mendoza, Ferrol, 1905
- “Memoria del estado de la inspección en 31 de diciembre de 1910, de las obras del primer grupo contratadas con la Sociedad española de construcción naval, en virtud de la Ley de 7.I.1908”, en RGM, t. 68 (enero-junio de 1911), págs. 863- 894
- “Resumen naval del quinquenio de nuevo régimen” en Diario La Nación (con motivo de la celebración del quinto aniversario del 13 de septiembre de 1923), 1928, págs. I-III.